# Niek Neuwahl

Beispiel für Toscana-Spiel

Niek Neuwahl (* 24. April 1944 in Zoeterwoude; eigentlich Nicolaas Felix Franziskus Xaverius Neuwahl) ist ein in Florenz lebender niederländischer Spieleautor. Es wurden etwa 50 Spiele von Neuwahl bei verschiedenen Verlagen verlegt. 1997 erhielt das von ihm geschaffene Spiel Aztec von der Jury des Spiel des Jahres den Sonderpreis „Schönes Spiel“.

## Leben
Neuwahl ging in Leiden zur Schule und studierte Architektur in Delft. Sein Studium schloss er 1968 als jüngster seines Jahrgangs ab und arbeitete anschließend in München und Ulm als Unternehmensberater und in Karlsruhe als Designer. Anschließend zog er mit seiner Frau Vanna und seinen zwei Söhnen nach Florenz. 1978 entwickelte Neuwahl die ersten Ideen für Spiele und 1982 erschien sein erstes Spiel bei Milton Bradley in Großbritannien. Neuwahl gründete die Spieleentwicklungsfirma NFFX, benannt nach den Anfangsbuchstaben seiner Vornamen. Im März 1988 erhielt er ein Patent für eine Spielkartenverpackung. Von 1993 bis 1995 war Neuwahl Schatzmeister und von 1997 bis 1999 Erster Vorsitzender der Spiele-Autoren-Zunft (SAZ). 1999 veranstaltete er das Internationale Kolloquium „Board Game Studies“ in Florenz. 2004 erhielt er während des 23. Göttinger Spieleautorentreffen den Inno-Spatz für sein Lebenswerk.

## Auszeichnungen
- Spiel des Jahres
  - Aztec: Sonderpreis „Schönes Spiel“ 1997
  - Ta Yü: Auswahlliste 1999
- Spiel der Spiele
  - Toscana: Spiele Hit für Zwei 2001
  - Ludix: Spiele Hit mit Freunden 2015
- Gamers Choice Award
  - Toscana: Two Player Nominees 2002
- à la carte Kartenspielpreis
  - Otto und Bruno: 10. Platz 1993
- Göttinger Inno-Spatz 2004